# Gerlach–Empire, Nevada
Gerlach–Empire, Nevada là một cộng đồng dân cư thuộc quận lỵ quận thuộc tiểu bang Nevada, Hoa Kỳ.
Cộng đồng này được đặt tên theo. Nó có diện tích là 243,7  km² trong đó diện tích mặt nước là 0,0  km². Theo điều tra dân số của Cục điều tra dân số Hoa Kỳ năm 2000, cộng đồng có dân số 499 người.

## Nhân khẩu
Theo điều tra dân số [1] năm 2000, đã có 499 người, 234 hộ gia đình, và 146 gia đình sống trong các CDP. Mật độ dân số là 5,3 người trên một dặm vuông (2.0/ km²). Có 297 đơn vị nhà ở mật độ trung bình của 3.2/sq mi (1.2/ km²). Các trang điểm chủng tộc của các CDP là 91,18% người da trắng, 2,81% người Mỹ bản xứ, 0,20% ở châu Á, 4,61% từ các chủng tộc khác, và 1,20% từ hai hoặc nhiều chủng tộc. Hispanic hay Latino thuộc một chủng tộc nào được 11,02% dân số.
Có 234 hộ, trong đó 26,1% có trẻ em dưới 18 tuổi sống chung với họ, 48,3% là đôi vợ chồng sống với nhau, 9,8% có nữ hộ và không có chồng, và 37,2% gia đình được không. 34,2% của tất cả các hộ gia đình đã được tạo ra từ các cá nhân và 6,8% có người sống một mình 65 tuổi hoặc lớn tuổi hơn là người. Cỡ hộ trung bình là 2,13 và cỡ gia đình trung bình là 2,71.
Trong CDP dân số được trải ra với 22,6% ở độ tuổi dưới 18, 7,0% 18-24, 31,5% 25-44, 29,5% từ 45 đến 64, và tăng 9,4% từ 65 tuổi trở lên người. Độ tuổi trung bình là 38 năm. Đối với mỗi 100 nữ có 116,0 nam giới. Đối với mỗi 100 nữ 18 tuổi trở lên, đã có 120,6 nam giới.
Thu nhập trung bình cho một hộ gia đình trong các CDP là $ 35.088, và thu nhập trung bình cho một gia đình là $ 43.125. Phái nam có thu nhập trung bình $ 36.000 so với 23.056 $ cho con cái. Thu nhập bình quân đầu người cho CDP là 14.793 $. Giới 10,3% các gia đình và 14,6% dân số sống dưới mức nghèo khổ, bao gồm 15,8% của những người dưới 18 tuổi và 12,7% của những người 65 tuổi hoặc hơn